# Église Notre-Dame de Frespech
Pour les articles homonymes, voir Église Notre-Dame.
L’église Notre-Dame est à Frespech, dans le département de Lot-et-Garonne, en Nouvelle-Aquitaine.

## Localisation
L'église Notre-Dame est située à Frespech, dans le département de Lot-et-Garonne, en France.

## Historique
L'église de Frespech a d'abord été la chapelle du château. Au XIIe siècle, l'église Notre-Dame se composait d'un chœur avec une abside en hémicycle et d'une travée carrée de même largeur sur laquelle a été construit le clocher et d'une nef plus large à trois travées barlongues inégales. À la fin du Moyen Âge on a ajouté un collatéral étroit au nord de la nef qui s'ouvre sur elle par deux arcs en tiers-point creusés dans le mur gouttereau nord.
L'église a été classée au titre des monuments historiques le 17 décembre 1953.